# جشنواره فیلم زلین

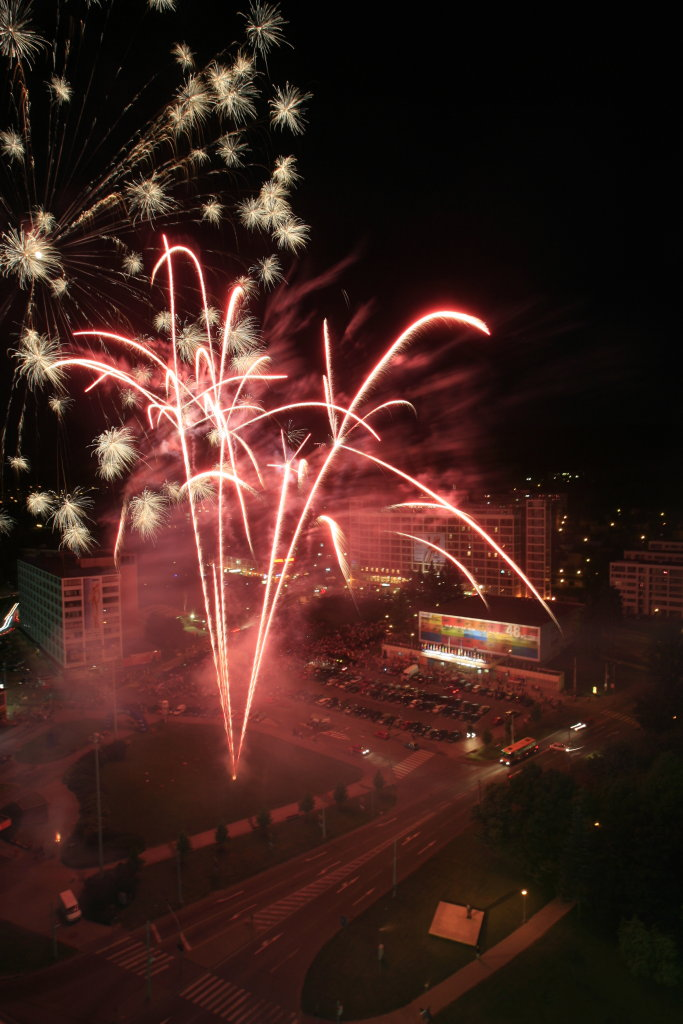
مراسم گشایش جشنواره زلین

جشنواره فیلم کودکان و نوجوانان زلین (به چکی: Film festival Zlín) یک جشنواره فیلم برای مخاطبان کودک و نوجوان و یکی از قدیمی‌ترین جشنواره‌ها از این نوع در جهان است. این جشنواره هرساله در شهر زلین در جنوب شرقی جمهوری چک در منطقه‌ی موراویا برگزار می‌شود. جشنواره زلین از سال ۱۹۶۱ آغاز به‌کار کرد. این جشنواره در سال‌های اخیر رشد زیادی داشته‌است. در جشنواره سال ۲۰۰۸، رکورد تماشاگران شکسته شد و به بیش از ۱۰۰٬۰۰۰ نفر رسید. در این دوره همچنین ۵۷۱ فیلم از ۵۲ کشور جهان شرکت داشتند.
این جشنواره هر ساله در ماه‌های مه و ژوئن در زلین در بخش شرقی جمهوری چک برگزار می‌شود. از چهل و هشتمین دوره جشنواره که از یکم تا هشتم ژوئن ۲۰۰۸ برگزار شد، مدت آن به ۸ روز افزایش یافت.

## تاریخچه
تولید و تهیه فیلم در شهر زلین سابقه‌ای دیرینه دارد. نخستین بار جان آنتونین باتا در سال ۱۹۳۶ نخستین استودیوی فیلم‌سازی را در این شهر بنیان گذاشت. فیلم‌سازان بزرگی همچون کارل زمان فیلم‌های خود را در این استودیو ساختند. استودیوی خوشنام زلین هم‌اکنون دارای دو مدرسه فیلم‌سازی است. جشنواره فیلمی با نام برداشت فیلم یا زلیناله در سال‌های ۱۹۴۱ و ۱۹۴۲ توسط خانواده مشهور باتا در زلین برگزار شد.
جشنواره فیلم زلین در سال ۱۹۶۱ به‌عنوان یکی از پیشگامان جشنواره‌های فیلم ویژه کودکان و نوجوانان آغاز به‌کار کرد. نقطه عطف دوره‌های جشنواره مربوط به چهل و هشتمین دوره آن می‌شود که برای نخستین بار با افزوده شدن ۶ سالن جدید، فیلم‌های شرکت‌کننده در ۲۳ مکان به نمایش درآمدند. در این دوره ۵۷۱ فیلم از ۵۲ کشور حضور یافتند و تعداد تماشاگران به ۱۰۸،۷۲۲ نفر رسید. چهل و نهمین دوره جشنواره از ۳۱ مه تا ۷ ژوئن ۲۰۰۹ برگزار شد.